# Merten von Redern
Merten von Redern (um 1347 urkundlich genannt) war ein Vogt des Amtes Dresden.

## Leben
Er stammte aus dem märkischen Uradelsgeschlecht von Redern. Um das Jahre 1347 wird er als Vogt zu Dresden genannt, was der Funktion eines späteren Amtshauptmanns gleichzusetzen ist. Es ist der erste Dresdner Vogt, der namentlich bekannt ist.